# Resolución 49 del Consejo de Seguridad de las Naciones Unidas
La Resolución 49 del Consejo de Seguridad de las Naciones Unidas, adoptada el 22 de mayo de 1948, considerando que las resoluciones anteriores del Consejo de Seguridad con respecto a Palestina no habían sido cumplidas y que las operaciones militares todavía se estaban llevando a cabo en dicha región, llamó a todos los gobiernos y autoridades a abstenerse de cualquier otra acción militar hostil en Palestina y a que con ese fin emitieran una orden de cese del fuego a sus fuerzas militares y paramilitares para que entrara en vigor al mediodía del 24 de mayo de 1948, hora local de la ciudad de Nueva York. La resolución ordenó además a la Comisión de Tregua para Palestina establecida en la Resolución 48 del Consejo de Seguridad de las Naciones Unidas que informara al Consejo sobre el cumplimiento de la resolución por las partes interesadas.
La resolución fue aprobada con ocho votos y tres abstenciones de la RSS de Ucrania, la Unión Soviética y Siria.